# ニューヨークの王様
『ニューヨークの王様』（ニューヨークのおうさま、A King in New York）は、1957年のイギリスの喜劇映画。チャールズ・チャップリン監督、主演。チャップリン最後の主演作で、アメリカ合衆国の政治や社会を皮肉っている。1952年にチャップリンがアメリカを追放された後に製作が始まり、アメリカでは1970年代初めまで公開されなかった。
映画では、非米活動委員会に対する攻撃に加え、アメリカの商業主義やポピュラー音楽、映画への皮肉も随所に見られる。自身曰く 「『ニューヨークの王様』は私の映画の中ではもっとも反抗的なものだ。私は、今話題になっている死に行く文明の一部になるのはごめんだ」。

## ストーリー
映画は「現代生活の悩みの一つに革命がある（One of the minor annoyances in modern life is a revolution.）」という字幕から始まる。革命のため国を追われたイゴール・シャドフ王（King Igor Shahdov）（チャールズ・チャップリン）は、ほぼ無一文でニューヨークにやって来るが、同行した首相に証券類までも盗まれてしまう。王は原子力を使ってユートピアを創るという自分のアイデアを実現させるべく、原子力委員会と接触を図る。ある夕食会で（王に無断でテレビ中継されていた）、演劇の経験があることを明らかにしたため、その後、テレビコマーシャルへの出演依頼が殺到する。最初は気のすすまぬ王であったが、後に生活資金を得るためいくつかのコマーシャルに出演する。ある進歩主義学校を訪問した王は、ルパート・マカビーという10歳の少年（マイケル・チャップリン）に会う。彼は学校新聞の編集者で歴史に造詣が深く、王にアナキズム的な講釈を行う。ルパートはいかなる政府も信用しないと述べるが、両親は共産党員であった。次第に王自身が共産党員であると疑われるようになり、マッカーシーの下院非米活動委員会（当時アメリカで赤狩りを行っていた委員会）に喚問される。王の容疑は晴れ、離婚して今はパリにいる元王妃と再会する決意をする。しかし、ルパートの両親は投獄され、委員会は少年に両親の友人達の名前を密告するよう迫る。少年は王と再会した際、両親の友人の名を密告したことで「愛国者」と称えられるが、罪の意識に苛まれ苦しんでいた。王は赤狩りのばかばかしさにあきれ、少年に両親と共にヨーロッパに来るよう招待する。

## ギャグ
王が夕食会に出席する場面では、当時の俳優が何人も皮肉られている。また、王が映画館で、様々な映画の予告を見る場面があるが、そのうち“A Killer with A Soul”は、『キッスで殺せ!』の、“Man or Woman ?”（『男か女か?』）は『グレンとグレンダ』（Glen or Glenda）の、パロディーである。
ナイトクラブでの2人のコメディアンによるショーは、ローレル&ハーディを意識したものと評されている。
ラストの放水のシーンは無声の浮浪者チャーリー時代の短編「チャップリンの活動狂」・「チャップリンの道具方」・「チャップリンの寄席見物」のラストで披露していたギャグを再現し「寄席見物」以来となる物だった。

## スタッフ
出典：
- 監督：チャールズ・チャップリン
- 製作：チャールズ・チャップリン
- 脚本：チャールズ・チャップリン
- 作曲：チャールズ・チャップリン
- 撮影：ジョルジュ・ペリナール（英語版）
- 編集：ジョン・シーボーン（英語版）
- プロダクションデザイナー： フェルディナント・ベラン（ドイツ語版）
- 美術監督：アーラン・ハリス、デニス・パビット

## キャスト
| 役名                   | 俳優                                          | 日本語吹替                         | 日本語吹替            | 日本語吹替 |
| 役名                   | 俳優                                          | TBS版                              | ソフト版              |            |
| ---------------------- | --------------------------------------------- | ---------------------------------- | --------------------- | ---------- |
| シャドフ王             | チャールズ・チャップリン                      | 高橋昌也                           | 茶風林                |            |
| アン・ケイ             | ドーン・アダムス                              | 小林千登勢                         | 森なな子              |            |
| ルパート・マカビ―      | マイケル・チャップリン                        | 内海敏彦                           | 稲川英里              |            |
| ジョミエ大使           | オリヴァー・ジョンストン                      | 臼井正明                           | 田原アルノ            |            |
| ヴーデル首相           | ジェリー・デズモンド                          | 林昭夫                             | 北島善紀              |            |
| アイリーン王妃         | マクシーヌ・オードリー                        | 大橋芳枝                           | 寺依沙織              |            |
| モナ・クロムウェル夫人 | ジョーン・イングラム（Joan Ingram）           | 市川千恵子                         | 品田美穂              |            |
| ジョンソン             | シドニー・ジェームズ                          | 日高晤郎                           | こばたけまさふみ      |            |
| 歌手                   | ジョイ・ニコルズ                              |                                    |                       |            |
| 弁護士                 | ハリー・グリーン                              |                                    |                       |            |
| コメディアン           | ローリー・ルピノ・レーン（Lauri Lupino Lane） |                                    |                       |            |
| コメディアン           | ジョージ・トルッチ（George Truzzi）           |                                    |                       |            |
| 校長                   | フィル・ブラウン                              |                                    |                       |            |
| 連邦保安官             | ロバート・カウドロン                          |                                    |                       |            |
| 原子力委員会委員       | ジョージ・ウッドブリッジ                      |                                    |                       |            |
| 原子力委員会委員       | クリフォード・バックトン (Clifford Buckton)   |                                    |                       |            |
| 原子力委員会委員       | ヴィンセント・ローソン（Vincent Lawson）      |                                    |                       |            |
| ルパートの父親         | ジョン・マクラーレン（John McLaren）          |                                    |                       |            |
| エレベーターボーイ     | ロバート・アーデン                            |                                    |                       |            |
| 不明 その他            |                                               | 今西正男 塩見竜介                  | 斎藤寛仁              |            |
|                        |                                               |                                    |                       |            |
| 演出                   | 演出                                          | 長野武二郎                         |                       |            |
| 翻訳                   | 翻訳                                          | 磯村愛子                           |                       |            |
| 効果                   |                                               |                                    |                       |            |
| 調整                   |                                               |                                    |                       |            |
| 制作                   | 制作                                          | ニュージャパンフィルム             |                       |            |
| 解説                   | 解説                                          | 荻昌弘                             |                       |            |
| 初回放送               | 初回放送                                      | 1977年5月23日 『月曜ロードショー』 | 2016年発売 のBDに収録 |            |

- 日本語吹き替えは2016年発売の『チャップリン Blu-ray BOX』にTBS版と共に収録

## 製作
1953年、チャップリンはスイスに居を構えると、約1年後、亡命中の王を主人公にした新作映画の計画を発表した。1955年の終わりごろに脚本を完成させると、その後ロンドンのシェパートン・スタジオで撮影に取り掛かった。レンタルスタジオではハリウッドで自前のスタジオで正規雇用したスタッフと共に行ったように十分時間をかけて製作することはできず、12週間という短期間で撮影を終えた。
息子のマイケルを起用するにあたり、チャップリン夫妻はジョン・ボルトンという偽名で彼の身元を隠すことを考えたが、マイケル自身が自分の名前を名乗ることを主張した。
ナイトクラブのシーンでは、ジョイ・ニコルズの演じる歌手が、チャップリン作詞・作曲の"Now That It's Ended"を歌う。
現在確認できるアウトテイクには、女優・歌手のシャニ・ウォリスがナイトクラブの歌手として歌うシーンがある。

## 評価
- 本作は「異色のテレビ論」と評されている。「シャドフ王がテレビのCM タレントに起用されるなど、1950年代におけるテレビメディアの台頭に対する洞察が示されている」とされ「隠しカメラによるドッキリの手法によってテレビに否応なく巻き込まれていく展開」について後のリアリティ番組との類似を指摘をされている[13][14]。また、シャドフ王がウィスキーのCMに出演した際咳き込んでしまったにもかかわらず、それが視聴者にギャグと思われて喜ばれ商品もヒットする、という展開については、史上初めて「炎上」を描いたものとして、チャップリンの先見性を指摘する評価もある[15]。
- ロベルト・ロッセリーニは、本作を、「自由人の映画」と評した[16]。また、ジャン＝リュック・ゴダールは、この評言を、チャップリンに対する最大級の敬意の表明としている[17]。
- 映画評論家のスダルシャン・ラマニ（Sudarshan Ramani）[18]は、本作を「チャップリンの真の集大成」と評している[19]。

### ランキング
- 1957年「年間映画トップテン」（仏『カイエ・デュ・シネマ』発表）第1位[20]
- 1959年 第33回「キネマ旬報ベストテン・外国映画」（キネマ旬報発表）第22位[21]